# Begraafplaats van Noyelles-sur-Escaut
De begraafplaats van Noyelles-sur-Escaut is een gemeentelijke begraafplaats in de Franse gemeente Noyelles-sur-Escaut (Noorderdepartement). De begraafplaats ligt aan de Rue de Cantaing op 480 m ten noordwesten van het dorpscentrum (Église de la Nativité-de-la-Vierge). Ze heeft een rechthoekig grondplan en is omgeven door een haag. Het terrein ligt iets hoger dan het straatniveau en de toegang bestaat uit een dubbel metalen hek tussen twee bakstenen zuilen en een zestal traptreden. Direct na de toegang staat een groot calvarie-kruis. 

## Geschiedenis
Het dorp werd op 20 en 21 november 1917 door de 6th Division veroverd maar begin december terug uit handen gegeven. Een jaar later, op 19 oktober 1918, werd het door de 7th Argyll and Sutherland Highlanders definitief veroverd.

## Brits oorlogsgraf
Op de begraafplaats ligt het graf van een Britse gesneuvelde uit de Eerste Wereldoorlog. Wilfred Brown Cramb, luitenant bij het Royal Flying Corps stierf op 14 april 1917. Zijn graf staat bij de Commonwealth War Graves Commission geregistreerd onder Noyelles-sur-l'Escaut Communal Cemetery en wordt door hen onderhouden.

## Extensie
Aansluitend aan de begraafplaats ligt een extensie die door de 2nd Division Burial Officer werd aangelegd. Alle slachtoffers behoorden tot de 2nd, 62nd (West Riding) en de 63rd (Royal Naval) Division, die in september of oktober 1918 zijn gesneuveld.
Er liggen 165 Britten begraven waaronder 54 niet geïdentificeerde. De begraafplaats wordt onderhouden door de Commonwealth War Graves Commission.
Na de oorlog werd de dit deel definitief ingericht met een ontwerp van Wilfred Von Berg. Het heeft een rechthoekig grondplan met een oppervlakte van 348 m². Het terrein wordt aan twee zijden omsloten door een bakstenen muurtje en door een haag als afscheiding met de civiele begraafplaats. In de haag is de toegang voorzien die bestaat uit een metalen hek tussen twee witte stenen zuilen (in een ervan is het kastje met het register geplaatst) en enkele traptreden. Aan de straatzijde is er geen afsluiting en kan men het terrein betreden via een kort, licht hellend pad. Het Cross of Sacrifice staat centraal tegen het noordoostelijke muurtje. 

## Onderscheiden militairen
- Gerald Messervy, majoor bij de Royal Field Artillery werd onderscheiden met het Military Cross (MC).
- Frederick Gregory Cowman, onderluitenant bij de The King's (Liverpool Regiment) en T Higgs, sergeant bij het South Staffordshire Regiment werden onderscheiden met de Distinguished Conduct Medal (DCM).
- sergeant William James Westcott en de soldaten Frederick Solomon en R.D. Frame ontvingen de Military Medal (MM).